# Cabin Fever
Cabin Fever är en amerikansk skräckfilm från 2002 i regi av Eli Roth. En uppföljare släpptes 2009: Cabin Fever 2: Spring Fever.

## Handling
Fem ungdomar åker ut till en isolerad stuga i den amerikanska vildmarken för att fira sin examen. Väl där exponeras de för ett underligt och fruktansvärt virus som sprider sig snabbt och oförklarligt. Snart vänds de fem mot varandra och kampen om överlevnad överskuggas plötsligt av misstänksamheten inom gruppen.  

## Om filmen
Regissören och manusförfattaren Eli Roth lider av psoriasis och kom på de väldigt blodiga scenerna där hud faller av karaktärernas kroppar då han rakade sig och detsamma hände honom på grund av sjukdomen. Filmen blev en oanad framgång i genren och gjorde det möjligt för Roth att tre år senare göra sitt stora genombrott Hostel.

## Rollista
- Rider Strong - Paul
- Jordan Ladd - Karen
- James Debello - Bert
- Cerina Vincent - Marcy
- Joey Kern - Jeff
- Arie Verveen - Henry
- Robert Harris - Old Man Cadwell
- Hal Courtney - Tommy
- Giuseppe Andrews - Deputy Winston
- Eli Roth - Grim
- Richard Fullerton - Sherrifen